# بانکرید
شهر بانکرید (به سوئدی: Bankeryd) در ناحیه شهری یونشوپینگ در کشور سوئد واقع شده‌است. جمعیت این شهر ۱۵۶۰٫۸۲  نفر است.